# Pilotrichum hypnoides
Pilotrichum hypnoides là một loài rêu trong họ Pilotrichaceae. Loài này được (Hedw.) P. Beauv. mô tả khoa học đầu tiên năm 1805.